# Peppino Mereu
Peppinu Mereu (Tonara, província de Nuoro, Sardenya 1872-1901) fou un escriptor popular sard.
Era fill d'un metge, però restà orfe de petit i fou carabiner, raó per la qual es desplaçà arreu de l'illa. Va morir de tisis després d'una vida malaltissa. Considerat el poeta més gran en llengua sarda, escriví Galusè, Nanneddu Meu i A Genesio Lamberti.

## Veure
- Literatura sarda